# Diostrombus rufa
Diostrombus rufa är en insektsart som beskrevs av Frederick Arthur Godfrey Muir 1928. Diostrombus rufa ingår i släktet Diostrombus och familjen Derbidae. Inga underarter finns listade i Catalogue of Life.